# Saüc en flor
Saüc en flor és un grup de música catalana creat a Pineda de Mar (el Maresme) l'any 2019. En formen part Genís Poch (vocalista i guitarra acústica), Carles Camps (guitarra solista), Gerard Avellaneda (contrabaix) i Jamil Mateos (bateria). Classifiquen el seu estil com a beat silvestre, una mescla entre folk, pop i jazz. Les seves lletres tenen una forta influència poètica.

## Història
El nucli primigeni del grup, creat l'any 2019, estava format per Genís Poch, Carles Camps i Gerard Avellaneda. Tots tres havien tocat junts en diferents grups des dels 14 anys. Dins la seva trajectòria, destaca el grup de psicodèlia poètica Eve, del qual en van ser part entre 2015 i 2017 i on també hi havia el poeta Oriol Sauleda i el baixista Àlex Bellido.
El primer EP del grup és D'obaga (Autoeditat, 2021). Va ser enregistrat a Cardamomo Studio, produït per Emili Bosch Molina (B1n0) i mesclat i masteritzat per Jan Valls. Compta amb la col·laboració de les cantants Rocío Pinto (a Òliba) i Elena Tarrats (a Taül). El single del treball va ser el tema Lluu, acompanyat d'un videoclip dirigit pel coreògraf Quim Bigas.
El segon EP del grup s'anomena Solei (Autoeditat, 2022). Es tracta de l'altra cara de l'anterior EP. Dues vessants d'una mateixa muntanya que el grup considera complementàries i de les quals se serveix per reflexionar sobre els estats d'ànim de l'home en la natura. Les lletres de les cançons estan recollides en un llibret editat per Roure Edicions (2021), que també inclou textos inèdits dels poetes Oriol Sauleda, Maria Sevilla, Núria Bendicho i Guim Valls. El treball va ser enregistrat a Cardamomo Studio i compta amb les col·laboracions de Pinto i Tarrats, així com del guitarrista Àlex Pañero (a Sulla) i l'acordionista Roser Gabriel (a Aurtiga). El single del disc va ser el tema Atzur, amb un videoclip dirigit, de nou, per Bigas.

## Estil musical
Tots dos treballs del grup s'inspiren en els paratges naturals de la serra del Montnegre i l'Alta Garrotxa (per exemple, al tema Joliu hi apareixen indrets com Mare de Déu del Mont i Guitarriu). Entre les seves influències, el grup hi reconeix noms tan diversos com els poetes Perejaume, Dolors Miquel, Josep Carner, Enric Casasses o J.V. Foix; artistes com Joan Miró; i músics com Wayne Shorter, Pau Riba, Grateful Dead o Ferran Palau i el seu so metafísic.